# Gachnang
Gachnang es una comuna suiza del cantón de Turgovia, ubicada en el distrito de Frauenfeld. Limita al noreste y este con la ciudad de Frauenfeld, al sur y oeste con Bertschikon (ZH), y al noroeste con Ellikon an der Thur (ZH).

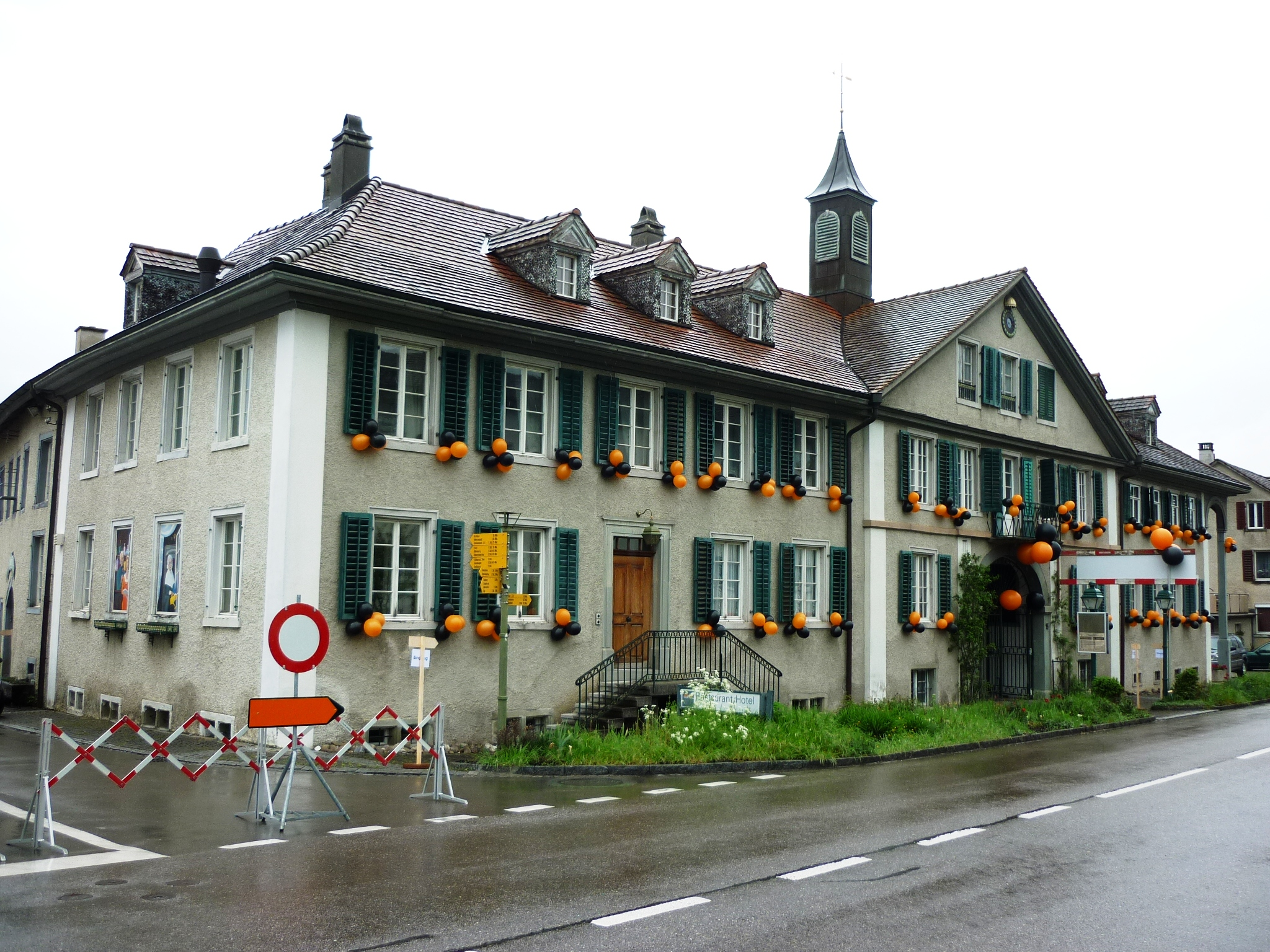
Manufactura Greuterhof, Islikon, Gachnang.

## Transportes
Ferrocarril
En la comuna existe una estación ferroviaria ubicada en la localidad de Islikon, en la que efectúan parada trenes de dos líneas de cercanías de la red S-Bahn Zúrich.